# Rob van den Broeck

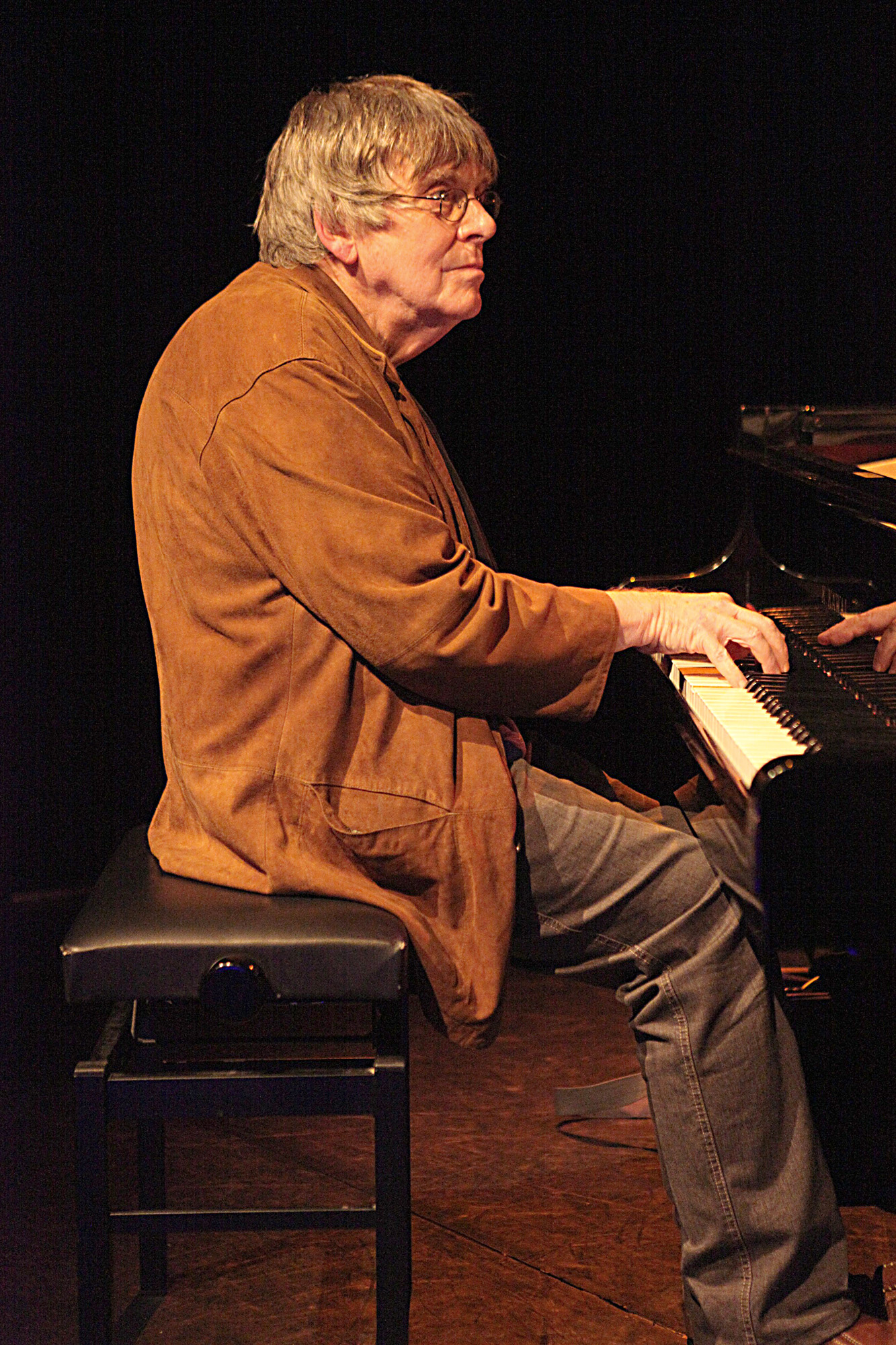
Rob van den Broeck, 2011

Robert „Rob“ van den Broeck (* 1. Dezember 1940 in Hilversum; † 30. April 2012 in Enter, Overijssel) war ein niederländischer Pianist des Modern Jazz und Maler.

## Leben
Van den Broeck hatte als Kind Klavierunterricht. Er studierte von 1957 bis 1962 an der Rietveld-Akademie in Amsterdam Grafik und etwas später am Konservatorium in Hilversum. Ab 1961 gehörte er zur Gruppe von Dick Vennik; dann bildete er ein Trio mit Henny Vonk und Tony Vos. Seit Mitte der 1960er Jahre begleitete er Musiker wie Ben Webster, Dexter Gordon und Louis Hayes auf ihren Tourneen durch die niederländischen Jazzclubs und war an Plattenaufnahmen von Joe Farrell, Clint Houston, Wilton Gaynair oder Billy Higgins beteiligt. Dann wurde er Mitglied der Band von Chris Hinze, mit dem er mehrere Alben einspielte. 1975 bis 1977 war er Pianist des Nederlands Dans Theater. In der gleichen Zeit begann er in der Gruppe „Third Eye“ eine langjährige Zusammenarbeit mit dem niederrheinischen Bassisten Ali Haurand, der ihn 1981 in sein „European Jazz Ensemble“ holte, aber auch in Combo-Formationen mit Gerd Dudek (After All, 1991), Tony Oxley oder Tony Levin. Fast ebenso lange besteht sein eigenes Quartett Free Fair, das er gelegentlich mit Bläsern des Metropole Orkest erweiterte.
Mit dem Bassisten Wiro Mahieu spielte van den Broeck das Duo-Album „Departures“ (1996) ein, das mit dem Wessel-Ilcken-Preis ausgezeichnet wurde. Weiterhin ist er mit Masha Bijlsma und mit einem Projekt von Paul van Kemenade und Eric Vloeimans auf Tournee gegangen und hat an Einspielungen von Alan Skidmore, Kenny Wheeler oder Yvon Walter mitgewirkt. Im Pianoquartett Travelling Light ist er mit Albert van Veenendaal, Cor Fuhler und Sylvie Courvoisier aufgetreten.
Von 1980 bis 2000 unterrichtete van den Broek an der Hochschule der Künste in Arnheim das Hauptfach Klavier. Er trat auch als Maler durch einige Ausstellungen hervor.
Rob van den Broeck starb am 30. April 2012 im Alter von 71 Jahren.

## Lexigrafische Einträge
- Martin Kunzler: Jazz-Lexikon. Band 2: M–Z (= rororo-Sachbuch. Bd. 16513). 2. Auflage. Rowohlt, Reinbek bei Hamburg 2004, ISBN 3-499-16513-9.